# Kokoriči
Kokoriči – wieś w Słowenii, w gminie Križevci. W 2018 roku liczyła 121 mieszkańców.